# Rinodina griseosoralifera
Rinodina griseosoralifera är en lavart som beskrevs av Coppins. Rinodina griseosoralifera ingår i släktet Rinodina och familjen Physciaceae.   Inga underarter finns listade i Catalogue of Life.